# Back to front
『Back to front』（バック・トゥ・フロント）は、Winkのベスト・アルバム。1995年2月25日にポリスターより発売された。

## 概要
デビュー曲「Sugar Baby Love」から22枚目のシングル「シェリー モン シェリ」まで、全シングルのB面（カップリング）曲を収録したB面コレクション・アルバム。全22曲中12曲がアルバム初収録である（「Tasty」はオリジナル・アルバム『overture!』にAcoustic Versionとして収録されているが、オリジナル・バージョンは本作がアルバム初収録）。
「想い出までそばにいて 〜Welcome To The Edge〜」は、シングル・バージョンではなくベスト・アルバム『Diamond Box』に収録のものと同一のアルバム・バージョンである。
本人たちによる全曲解説が記載されたライナーノーツが封入された。
2019年1月9日には、初版では未収録だったカップリング曲「これが恋と呼べなくても」「あってる」「Angel Love Story ～秋色の天使～［Trance Mix］」を追加した "Back to front" 30th Limited Edition - がデジタル限定でリリースされた。

## 収録曲

### Disc 1
1. Only Lonely
  - 作詞・作曲: ベン・フィンドン、マイケル・マイヤーズ、ロバート・ピュージー、日本語詞: 及川眠子、編曲: 船山基紀

4th「涙をみせないで 〜Boys Don't Cry〜」のカップリング曲
2. いちばん哀しい薔薇
  - 作詞: 及川眠子、作曲: 鈴木キサブロー、編曲: 船山基紀

7th「Sexy Music」のカップリング曲
アルバム初収録
3. Shake it
  - 作詞: 三浦徳子、作曲: KE-Y、編曲: 門倉聡

11th「真夏のトレモロ」のカップリング曲
アルバム初収録
4. Made In Love
  - 作詞: 芹沢類、作曲: 楠瀬誠志郎、編曲: 門倉聡

19th「咲き誇れ愛しさよ」のカップリング曲
5. 12月の織姫
  - 作詞・作曲: ビリー・ヒューズ、マーシー・レビー、ログザンヌ・シーマン、日本語詞: 及川眠子、編曲: 門倉聡

12th「背徳のシナリオ」のカップリング曲
6. イマージュな関係
  - 作詞: 及川眠子、作曲: 松本俊明、編曲: 門倉聡

13th「追憶のヒロイン／イマージュな関係」のA面曲2曲目
7. ロマンスの方舟
  - 作詞・作曲: セトロジー・アレッサンドロ、デグリノサンティー、マルコ・マッシーニ、日本語詞: 及川眠子、編曲: 船山基紀

15th「ふりむかないで」のカップリング曲
8. 奇跡のモニュメント
  - 作詞: 及川眠子、作曲: 尾関昌也、編曲: 門倉聡

10th「きっと熱いくちびる 〜リメイン〜」のカップリング曲
アルバム初収録
9. Alone Again
  - 作詞・作曲: Jamey Jaz、Ren Toppano、Viqui Denman、日本語詞: 芹沢類、編曲: 門倉聡

17th「永遠のレディードール 〜Voyage Voyage〜」のカップリング曲
アルバム初収録
10. 風の前奏曲（プレリュード）
  - 作詞: Joe Lemon、作曲: 見岳章、編曲: 鷺巣詩郎

1st「Sugar Baby Love」のカップリング曲
11. DING DING 〜恋から始まるふたりのトレイン〜
  - 作詞・作曲: Lasse Andersson、Bruno Glenmark、日本語詞: 及川眠子、編曲: 船山基紀

3rd「愛が止まらない 〜Turn It Into Love〜」のカップリング曲
アルバム初収録

### Disc 2
1. 水の星座
  - 作詞・作曲: ロッド・ギャモンス、アンジー・ルービン、シェリー・スペック、日本語詞: 及川眠子、編曲: 門倉聡

9th「ニュー・ムーンに逢いましょう」のカップリング曲
アルバム初収録
2. Cat-Walk Dancing
  - 作詞: 松本隆、作曲: 羽場仁志、編曲: 船山基紀

6th「One Night In Heaven 〜真夜中のエンジェル〜」のカップリング曲
アルバム初収録
3. 幻が叫んでる
  - 作詞: 及川眠子、作曲: 鈴木智文、編曲: 恵比寿司

18th「結婚しようね」のカップリング曲
4. 無実のオブジェ
  - 作詞・作曲: Simon Climie、Holly Knight、日本語詞: 及川眠子、編曲: 杉山卓夫

16th「リアルな夢の条件」のカップリング曲
5. 想い出までそばにいて 〜Welcome To The Edge〜
  - 作詞・作曲: ログザンヌ・シーマン、ドミニック・メッシンガー、ビリー・ヒューズ、日本語詞: 及川眠子、編曲: 門倉聡

8th「夜にはぐれて 〜Where Were You Last Night〜」のカップリング曲
ベスト・アルバム『Diamond Box』に収録されたアルバム・バージョン
6. Tasty
  - 作詞: 芹沢類、作曲・編曲: 斉藤英夫

21st「トゥインクル トゥインクル」のカップリング曲
アルバム初収録
7. 愛を奪って 心縛って
  - 作詞: 吉元由美、作曲: 井上大輔、編曲: 門倉聡

20th「いつまでも好きでいたくて」のカップリング曲
アルバム初収録
8. スカーレットの約束
  - 作詞: 及川眠子、作曲: 工藤崇、編曲: 門倉聡

14th「摩天楼ミュージアム」のカップリング曲
アルバム初収録
9. 迷子のロンリー・ハート
  - 作詞: 森雪之丞、作曲: 木戸やすひろ、編曲: 若草恵

2nd「アマリリス」のカップリング曲
アルバム初収録
10. 背中まで500マイル
  - 作詞・作曲: Hedy West、日本語詞: 及川眠子、編曲: 船山基紀

5th「淋しい熱帯魚」のカップリング曲
アルバム初収録
11. PLEASE PLEASE ME
  - 作詞・作曲: 上田知華、編曲: 門倉聡

22nd「シェリー モン シェリ」のカップリング曲

### "Back to front" 30th Limited Edition - Bonus Track
1. これが恋と呼べなくても
  - 作詞: 芹沢類、作曲: Osny Melo、編曲: 門倉聡

23rd「私たちらしいルール」のカップリング曲
2. あってる
  - 作詞: 朝水彼方、作曲: 中野雅仁、編曲: GEWDA (MASA and Hit'C)

24th「JIVE INTO THE NIGHT 〜野蛮な夜に〜」のカップリング曲
3. Angel Love Story ～秋色の天使～ [Trance Mix]
  - 作詞: 山田ひろし、ハナカツオ、作曲・編曲: 幾見雅博

25th「Angel Love Story 〜秋色の天使〜」のカップリング曲